# Румянцевский кружок
Румянцевский кружок (или Румянцевская академия) — название, принятое со второй половины XIX века для обозначения неформального научного объединения, в деятельности которого принимало участие более двухсот человек. Объединение сложилось вокруг Н. П. Румянцева, ставшего меценатом и организатором научных изысканий, в первую очередь исторических.
Возникновение Румянцевского кружка восходит к деятельности Комиссии печатания государственных грамот и договоров, созданной при Московском архиве Коллегии иностранных дел (1811 год), возглавлявшемся Н. Н. Бантыш-Каменским, для издания хранившихся там материалов. В состав Комиссии входили К. Ф. Калайдович и П. М. Строев, к её деятельности привлекались И. М. Снегирёв, М. П. Погодин, С. Ю. Дестунис, И. Л. Городской, И. И. Горлицын, В. В. Херсонский, А. Ратшин, А. и С. Фроловы, А. Ф. Малиновский и др.
В Петербурге в деятельности кружка принимали участие Ф. И. Круг, В. Г. Анастасевич, Ф. П. Аделунг, Х. Д. Френ, А. М. Шёгрен, В. Ф. Вельяминов-Зернов, Д. П. Попов, Д. И. Языков, В. Н. Берх, Я. О. Пожарский, П. И. Кеппен, А. Х. Востоков. Активно участвовал А. Н. Оленин.
Ещё один центр (Гомель, Полоцк, Вильна) объединил И. И. Григоровича, Кунцевича, И. Шулякевича, Н. Г. Горатынского, А. М. Дорошкевича (Дорошенко), И. Сыщанко, И. Н. Даниловича, И. Н. Лобойко, Л. Увойниса, Д. Пошку, К. Незабитаускаса и др.
География участников постепенно расширялась. Присоединились Н. А. Мурзакевич из Смоленска, М. Ф. Берлинский из Киева, З. Т. Скородумов из Новгорода. Активное участие в деятельности принимали И. Ф. Крузенштерн и Е. А. Болховитинов. Из зарубежных учёных участвовали К. Б. Газе, Вивиен де Сен-Мартен, И. Хаммер-Пургшталь, И. Л. Козегартен, В. С. Караджич, И. Лелевель, С. Б. Бандтке и др.
Н. П. Румянцев финансировал деятельность учёных, краеведов, писцов, переводчиков, гравёров, художников через единовременные денежные вознаграждения или наём на определённое время. Также практиковались поощрения в виде ценных подарков или протекций по службе. В то же время граф организовывал и координировал деятельность по работе с историческими документами, проведению археологических раскопок, географических исследований, организации рецензирования трудов своих сотрудников. При этом болезнь графа позволяла ему вести всю эту работу только посредством переписки.
Из 55 человек, составлявших ядро кружка, 26 были служащими, 7 — профессорами и преподавателями, 6 — представителями духовенства, 4 — членами и адъюнктами Академии наук, 12 состояли непосредственно на службе у Румянцева. Среди учёных, проводивших научные изыскания по заказам Румянцева лингвисты, историки, палеографы, специалисты по кодикологии. В другой стороны, корреспондентами Румянцева становились чиновники, купцы, представители губернских властей и даже «пятнадцатилетний урожденец и обитатель Архангельска» В. Никонов.
Наибольшую активность в деятельности по изучению российской истории Н. П. Румянцев проявил после выхода в отставку (1814—1826 годы).
В ходе археографических исследований документы по истории России были получены из более чем 40 архивохранилищ разных стран; обследованы около 130 архивов и библиотек Москвы, Петербурга, Киева, Новгорода, Смоленска, Архангельска, Ярославля, Казани, Нижнего Новгорода; археографические экспедиции направлялись в районы Витебска, Полоцка, Минска, Гомеля, Мстиславля, Гродно, Орши, Полтавы; рукописи скупались на ярмарках, у коллекционеров, букинистов, старообрядцев. Рукописное собрание Румянцевского кружка насчитывало свыше 700 документов. Целью таких исследований было познакомить с найденными материалами широкие круги исследователей. Было издано несколько десятков книг, среди которых издания Судебников 1497 и 1550 годов, Судебника Казимира 1468 года, фрагменты летописей, сборник Кирши Данилова, «История» Льва Диакона, отрывки из Остромирова евангелия и др.  П. М. Строев выразил цель археографической программы словами: «Пусть целая Россия превратится в одну библиотеку нам доступную....».
Члены кружка одними из первых признали важность литературы о путешествиях в качестве исторического источника, в связи с чем готовили к изданию записки иностранцев о путешествиях по России и записки русских путешественников по другим странам. В. П. Аделунг и Б. Г. Вихман подготовили проекты создания Русского национального музея. Помимо русской истории члены Кружка изучали историю народов Кавказа, Урала, Сибири, Средней Азии, Дальнего Востока, Китая....
По самым приблизительным подсчётам на приобретение древних рукописей, экспедиции и осуществление изданий Н. П. Румянцев потратил не менее двух миллионов рублей.
К моменту смерти Н. П. Румянцева (скончался в 1826 г.) его библиотека насчитывала около 28,5 тысяч книг, в коллекции имелось свыше 700 славянских рукописей и их копий, нумизматический кабинет, коллекции минералогическая, этнографическая и художественная. Наследником библиотеки, коллекции и рукописей графа стал его брат Сергей. В октябре 1829 г. они были переданы в ведение Министерства народного просвещения. В 1861 г. коллекции Н. П. Румянцева стали частью  Московского Публичного Румянцевского Музея.